# Fußball-Bundesliga 2021-2022 (Austria)
La Fußball-Bundesliga 2021-2022 (chiamata ufficialmente Admiral Bundesliga per motivi di sponsorizzazione) è stata la 110ª edizione del campionato di calcio austriaco, iniziata il 23 luglio 2021 e terminata il 29 maggio 2022. Il Salisburgo, squadra campione in carica, si è riconfermata in questa stagione, vincendo il titolo per la sedicesima volta nella sua storia.

## Stagione

### Novità
Dalla stagione precedente è stato retrocesso il St. Pölten, perdente dello spareggio promozione-retrocessione; dalla Erste Liga è stato promosso l'Austria Klagenfurt, vincitore dello spareggio.

### Formula
Le 12 squadre si affrontano in un girone di andata e ritorno, per un totale di 22 giornate. Al termine, le squadre sono divise in due gruppi di sei, in base alla classifica. Tutte le squadre inizieranno il girone con i punti totalizzati durante la stagione regolare dimezzati per difetto. Ogni squadra incontra le altre del proprio gruppo, in partite di andata e ritorno, per un totale di altre 10 giornate.

La squadra campione è ammessa alla fase a gironi della UEFA Champions League 2022-2023. La seconda classificata è ammessa al terzo turno di qualificazione della UEFA Champions League 2022-2023.

La vincitrice della ÖFB-Cup 2021-2022 è ammessa ai play-off della UEFA Europa League 2022-2023. La terza classificata è ammessa al terzo turno di qualificazione della UEFA Europa Conference League 2022-2023.

Le squadre classificate al quarto, al quinto e al settimo posto partecipano alla gara play-off per l'assegnazione di un altro posto nel secondo turno di qualificazione della UEFA Europa Conference League 2022-2023.

L'ultima classificata retrocederà in Erste Liga.

## Squadre partecipanti
| Club                | Città                    | Stadio                         | Stagione precedente                         |
| ------------------- | ------------------------ | ------------------------------ | ------------------------------------------- |
| Admira Wacker M.    | Mödling                  | BSFZ-Arena                     | 11º posto in Fußball-Bundesliga             |
| Altach              | Altach                   | Cashpoint-Arena                | 10º posto in Fußball-Bundesliga             |
| Austria Klagenfurt  | Klagenfurt am Wörthersee | Wörthersee Stadion             | 3º posto in Erste Liga, vincitore spareggio |
| Austria Vienna      | Vienna                   | Generali Arena                 | 8º posto in Fußball-Bundesliga              |
| Hartberg            | Hartberg                 | Profertil Arena Hartberg       | 7º posto in Fußball-Bundesliga              |
| LASK                | Linz                     | Waldstadion                    | 4º posto in Fußball-Bundesliga              |
| Rapid Vienna        | Vienna                   | Allianz Stadion                | 2º posto in Fußball-Bundesliga              |
| Ried                | Ried im Innkreis         | Keine Sorgen Arena             | 9º posto in Fußball-Bundesliga              |
| Salisburgo          | Salisburgo               | Stadion Wals-Siezenheim        | 1º posto in Fußball-Bundesliga              |
| Sturm Graz          | Graz                     | Merkur-Arena                   | 3º posto in Fußball-Bundesliga              |
| WSG Swarovski Tirol | Wattens                  | Tivoli-Neu Stadion (innsbruck) | 6º posto in Fußball-Bundesliga              |
| Wolfsberger         | Wolfsberg                | Lavanttal Arena                | 5º posto in Fußball-Bundesliga              |

## Allenatori
| Club                | Allenatore                                                                                                 |
| ------------------- | --- |
| Admira Wacker       | Andreas Herzog                                                                                             |
| Altach              | Damir Canadi (1ª-19ª) Ludovic Magnin (20ª-32ª)                                                             |
| Austria Klagenfurt  | Robert Micheu                                                                                              |
| Austria Vienna      | Manfred Schmid                                                                                             |
| Hartberg            | Kurt Russ (1ª-22ª) Klaus Schmidt (23ª-32ª)                                                                 |
| LASK                | Dominik Thalhammer (1ª-7ª) Andreas Wieland (8ª-29ª) Dietmar Kuhbauer (30ª-32ª)                             |
| Rapid Vienna        | Dietmar Kühbauer (1ª-14ª) Thomas Hickersberger e Steffen Hofmann (15ª-16ª) Ferdinand Feldhofer (17ª-32ª)   |
| Ried                | Andreas Heraf (1ª-14ª) Christian Heinle (15ª-18ª) Robert Ibertsberger (19ª-27ª) Christian Heinle (28ª-32ª) |
| Salisburgo          | Matthias Jaissle                                                                                           |
| Sturm Graz          | Christian Ilzer                                                                                            |
| WSG Swarovski Tirol | Thomas Silberberger                                                                                        |
| Wolfsberger         | Robin Dutt                                                                                                 |

## Stagione regolare

### Classifica finale
|  | Pos. | Squadra             | Pt | G  | V  | N | P  | GF | GS | DR  |
|  | ---- | ------------------- | -- | -- | -- | - | -- | -- | -- | --- |
|  | 1.   | Salisburgo          | 55 | 22 | 17 | 4 | 1  | 50 | 13 | +37 |
|  | 2.   | Sturm Graz          | 37 | 22 | 10 | 7 | 5  | 46 | 32 | +14 |
|  | 3.   | Wolfsberger         | 37 | 22 | 11 | 4 | 7  | 34 | 32 | +2  |
|  | 4.   | Austria Vienna      | 33 | 22 | 8  | 9 | 5  | 31 | 23 | +8  |
|  | 5.   | Rapid Vienna        | 31 | 22 | 8  | 7 | 7  | 35 | 31 | +4  |
|  | 6.   | Austria Klagenfurt  | 30 | 22 | 7  | 9 | 6  | 31 | 33 | -2  |
|  | 7.   | Ried                | 29 | 22 | 7  | 8 | 7  | 31 | 41 | -10 |
|  | 8.   | LASK                | 25 | 22 | 6  | 7 | 9  | 28 | 29 | -1  |
|  | 9.   | WSG Swarovski Tirol | 23 | 22 | 5  | 8 | 9  | 30 | 42 | -12 |
|  | 10.  | Hartberg            | 22 | 22 | 5  | 7 | 10 | 29 | 35 | -6  |
|  | 11.  | Admira Wacker M.    | 20 | 22 | 4  | 8 | 10 | 25 | 31 | -6  |
|  | 12.  | Altach              | 13 | 22 | 3  | 4 | 15 | 10 | 38 | -28 |

Legenda:
      Ammesse alla Poule scudetto
      Ammesse alla Poule retrocessione
Note:

Tre punti a vittoria, uno a pareggio, zero a sconfitta.
In caso di arrivo di due o più squadre a pari punti, la graduatoria verrà stilata secondo la classifica avulsa tra le squadre interessate che prevede, in ordine, i seguenti criteri:
- Punti generali
- Differenza reti generale
- Reti realizzate in generale
- Partite vinte in generale
- Partite vinte in trasferta
- Punti negli scontri diretti
- Differenza reti negli scontri diretti
- Differenza reti generale
- Sorteggio

### Risultati
|                       | Adm  | Alt  | AKl  | AVi  | Har  | LAS  | RVi  | Rie  | Sal  | SGr  | Tir  | Wol    |
| --------------------- | ---- | ---- | ---- | ---- | ---- | ---- | ---- | ---- | ---- | ---- | ---- | ------ |
| Admira Wacker Mödling | –––– | 2-0  | 4-0  | 1-2  | 1-1  | 0-3  | 1-2  | 1-2  | 0-1  | 1-1  | 0-1  | 0-1    |
| Altach                | 0-2  | –––– | 0-4  | 0-2  | 0-2  | 0-1  | 2-1  | 1-1  | 1-1  | 0-1  | 0-3  | 1-2    |
| Austria Klagenfurt    | 3-3  | 2-0  | –––– | 0-0  | 4-3  | 1-1  | 1-1  | 1-1  | 2-1  | 0-3  | 2-1  | 1-1    |
| Austria Vienna        | 2-2  | 0-0  | 1-1  | –––– | 2-0  | 2-3  | 1-1  | 4-1  | 0-1  | 2-1  | 1-1  | 1-0    |
| Hartberg              | 1-1  | 1-2  | 0-2  | 3-4  | –––– | 2-1  | 1-1  | 1-1  | 0-1  | 3-2  | 0-1  | 2-2    |
| LASK                  | 3-1  | 0-1  | 2-2  | 0-2  | 1-1  | –––– | 1-1  | 1-0  | 0-0  | 1-3  | 3-0  | 0-1    |
| Rapid Vienna          | 1-2  | 1-0  | 3-0  | 1-1  | 0-2  | 3-2  | –––– | 3-0  | 1-2  | 0-3  | 5-2  | 3-0    |
| Ried                  | 2-1  | 2-1  | 1-1  | 2-1  | 1-0  | 1-0  | 2-2  | –––– | 2-2  | 2-2  | 3-2  | 3-3    |
| Salisburgo            | 0-0  | 4-0  | 3-1  | 1-0  | 2-1  | 3-1  | 2-0  | 7-1  | –––– | 4-1  | 5-0  | 2-0    |
| Sturm Graz            | 1-1  | 3-1  | 2-1  | 2-2  | 3-0  | 3-3  | 2-2  | 1-0  | 1-3  | –––– | 5-0  | 0-3    |
| WSG Swarovski Tirol   | 1-1  | 0-0  | 0-1  | 1-1  | 2-2  | 1-1  | 0-2  | 4-2  | 1-3  | 2-2  | –––– | 5-1    |
| Wolfsberger           | 3-0  | 3-0  | 2-1  | 1-0  | 1-3  | 1-0  | 4-1  | 2-1  | 0-2  | 1-4  | 2-2  | ––––\| |

## Poule scudetto
I punti conquistati nella stagione regolare vengono dimezzati e, in caso, arrotondati per difetto.

### Classifica finale
|                    | Pos. | Squadra            | Pt | G  | V  | N  | P  | GF | GS | DR  |
| ------------------ | ---- | ------------------ | -- | -- | -- | -- | -- | -- | -- | --- |
| Austria (bandiera) | 1.   | Salisburgo         | 52 | 32 | 25 | 5  | 2  | 77 | 19 | +58 |
|                    | 2.   | Sturm Graz         | 37 | 32 | 16 | 8  | 8  | 62 | 46 | +16 |
|                    | 3.   | Austria Vienna     | 29 | 32 | 11 | 13 | 8  | 44 | 39 | +5  |
|                    | 4.   | Wolfsberger        | 28 | 32 | 14 | 5  | 13 | 48 | 53 | -5  |
|                    | 5.   | Rapid Vienna       | 25 | 32 | 10 | 11 | 11 | 48 | 45 | +3  |
|                    | 6.   | Austria Klagenfurt | 21 | 32 | 8  | 12 | 12 | 43 | 57 | -14 |

Legenda:

      Campione dell'Austria e ammessa ai gironi della UEFA Champions League 2022-2023

      Ammessa al terzo turno di qualificazione della UEFA Champions League 2022-2023

      Ammessa ai play-off della UEFA Europa League 2022-2023

      Ammessa alla UEFA Europa Conference League 2022-2023

 Ammesse allo spareggio qualificazione della UEFA Europa Conference League 2022-2023

### Risultati
|                    | AKl  | AVi  | RVi  | Sal  | SGr  | Wol  |
| ------------------ | ---- | ---- | ---- | ---- | ---- | ---- |
| Austria Klagenfurt | –––– | 1-2  | 1-3  | 0-6  | 1-2  | 2-3  |
| Austria Vienna     | 1-1  | –––– | 1-1  | 1-2  | 4-2  | 2-1  |
| Rapid Vienna       | 2-2  | 1-1  | –––– | 0-1  | 1-1  | 2-1  |
| Salisburgo         | 1-1  | 5-0  | 2-1  | –––– | 1-0  | 4-0  |
| Sturm Graz         | 3-1  | 1-0  | 2-1  | 2-1  | –––– | 1-4  |
| Wolfsberger        | 1-2  | 1-1  | 2-1  | 1-4  | 0-2  | –––– |

## Poule retrocessione
I punti conquistati nella stagione regolare vengono dimezzati e, in caso, arrotondati per difetto.

### Classifica finale
|  | Pos. | Squadra             | Pt | G  | V  | N  | P  | GF | GS | DR  |
|  | ---- | ------------------- | -- | -- | -- | -- | -- | -- | -- | --- |
|  | 7.   | WSG Swarovski Tirol | 28 | 32 | 10 | 10 | 12 | 46 | 58 | -12 |
|  | 8.   | LASK                | 26 | 32 | 9  | 12 | 11 | 44 | 42 | +2  |
|  | 9.   | Hartberg            | 22 | 32 | 7  | 12 | 13 | 43 | 47 | -4  |
|  | 10.  | Ried                | 22 | 32 | 8  | 13 | 11 | 40 | 54 | -14 |
|  | 11.  | Altach              | 22 | 32 | 7  | 8  | 17 | 24 | 49 | -25 |
|  | 12.  | Admira Wacker M.    | 21 | 32 | 6  | 13 | 13 | 36 | 46 | -10 |

Legenda:
 Ammessa allo spareggio Europa Conference League
      Retrocessa in Erste Liga 2022-2023
Note:

Tre punti a vittoria, uno a pareggio, zero a sconfitta.

### Risultati
|                       | Adm  | Alt  | Har  | LAS  | Rie  | Tir  |
| --------------------- | ---- | ---- | ---- | ---- | ---- | ---- |
| Admira Wacker Mödling | –––– | 0-3  | 1-3  | 1-1  | 2-0  | 1-1  |
| Altach                | 2-2  | –––– | 0-0  | 0-0  | 1-1  | 2-1  |
| Hartberg              | 1-2  | 4-0  | –––– | 0-0  | 1-1  | 0-1  |
| LASK                  | 3-1  | 2-1  | 3-3  | –––– | 0-2  | 6-0  |
| Ried                  | 1-1  | 1-2  | 0-0  | 1-1  | –––– | 2-3  |
| WSG Swarovski Tirol   | 0-0  | 0-3  | 4-2  | 4-0  | 2-0  | –––– |

## Play-off Europa Conference League

### Semifinale
|                     | Risultati |      | Luogo e data              |
| ------------------- | --------- | ---- | ------------------------- |
| WSG Swarovski Tirol | 2 - 1     | LASK | Innsbruck, 23 maggio 2022 |
|                     |           |      |                           |

### Finale
|                     | Risultati |                     | Luogo e data              |
| ------------------- | --------- | ------------------- | ------------------------- |
| WSG Swarovski Tirol | 1 - 2     | Rapid Vienna        | Innsbruck, 26 maggio 2022 |
| Rapid Vienna        | 2 - 0     | WSG Swarovski Tirol | Vienna, 29 maggio 2022    |
|                     |           |                     |                           |

## Statistiche

### Capoliste solitarie
|    | ——         | —— | —— | —— | —— | —— | —— | —— | ——  | ——  | ——  | ——  | ——  | ——  | ——  | ——  | ——  | ——  | ——  | ——  | ——  | ——  | ——  | ——  | ——  | ——  | ——  | ——  | ——  | ——  | ——  | —— |  |
|    | Salisburgo |    |    |    |    |    |    |    |     |     |     |     |     |     |     |     |     |     |     |     |     |     |     |     |     |     |     |     |     |     |     |    |  |
|    |            |    |    |    |    |    |    |    |     |     |     |     |     |     |     |     |     |     |     |     |     |     |     |     |     |     |     |     |     |     |     |    |  |
|    |            |    |    |    |    |    |    |    |     |     |     |     |     |     |     |     |     |     |     |     |     |     |     |     |     |     |     |     |     |     |     |    |  |
| 1ª | 2ª         | 3ª | 4ª | 5ª | 6ª | 7ª | 8ª | 9ª | 10ª | 11ª | 12ª | 13ª | 14ª | 15ª | 16ª | 17ª | 18ª | 19ª | 20ª | 21ª | 22ª | 23ª | 24ª | 25ª | 26ª | 27ª | 28ª | 29ª | 30ª | 31ª | 32ª |    |  |

### Classifica marcatori
| Gol |  |  | Giocatore        | Squadra            |
| --- |  |  | ---------------- | ------------------ |
| 19  |  |  | Karim Adeyemi    | Salisburgo         |
| 17  |  |  | Giacomo Vrioni   | WSG Wattens        |
| 14  |  |  | Jakob Jantscher  | Sturm Graz         |
| 13  |  |  | Manprit Sarkaria | Sturm Graz         |
| 12  |  |  | Markus Pink      | Austria Klagenfurt |
| 11  |  |  | Tai Baribo       | Wolfsberger        |
| 11  |  |  | Kelvin Yeboah    | Sturm Graz         |
| 10  |  |  | Dario Tadic      | Hartberg           |
| 10  |  |  | Sascha Horvath   | LASK               |
| 9   |  |  | Ercan Kara       | Rapid Vienna       |
| 9   |  |  | Noah Okafor      | Salisburgo         |
| 9   |  |  | Marco Djuricin   | Austria Vienna     |
| 9   |  |  | Roman Kerschbaum | Admira Wacker      |